# Кубок Швеции по футболу 2021/2022
Кубок Швеции по футболу 2021/2022 (швед. Svenska cupen i fotboll 2021/2022) — 66-й розыгрыш Кубка Швеции по футболу.

## Предварительные раунды

### Первый раунд
В матчах первого раунда принимают участие 64 команды, представляющие первый дивизион и ниже.
| Дата       | Хозяева         | Счёт           | Гости                    | Отчёт |
| ---------- | --------------- | -------------- | ------------------------ | ----- |
| 09.06.2021 | Квидинг         | 3:1            | Тролльхеттен             |       |
| 09.06.2021 | Карлберг        | 0:1            | Тебю                     |       |
| 15.06.2021 | Андерсторп      | 2:3            | Улларед                  |       |
| 15.06.2021 | Хальмия         | 2:3            | Эскильминне              |       |
| 15.06.2021 | Алафорс         | 2:4 (д.в.)     | Венерсборг               |       |
| 15.06.2021 | Фриска Вильор   | 1:3            | Худиксвалль              |       |
| 15.06.2021 | Энчёпинг        | 1:5            | Соллентуна               |       |
| 16.06.2021 | Вестра Фрёлунда | 0:1 (д.в.)     | Утсиктен                 |       |
| 16.06.2021 | Сюльвия         | 3:2            | Ассюриска                |       |
| 16.06.2021 | Вермболь        | 2:1            | Эребру Сюрианска         |       |
| 16.06.2021 | Шильебу         | 1:0            | Ханинге                  |       |
| 16.06.2021 | ФБК Карлстад    | 2:3            | Карлслунд                |       |
| 16.06.2021 | Белинге         | 1:4            | Лидиньё                  |       |
| 16.06.2021 | Тюресё          | 0:6            | Броммапойкарна           |       |
| 20.06.2021 | Висбю           | 0:5            | Рогсвед                  |       |
| 27.06.2021 | Фанна           | 0:6            | Арамейск-Сюрианска       |       |
| 29.06.2021 | Викен           | 1:0            | Карлстад                 |       |
| 30.06.2021 | Дальбю          | 1:5            | Энгельхольм              |       |
| 30.06.2021 | Кристианстад    | 1:4            | Лунд                     |       |
| 30.06.2021 | Русенгорд       | 1:0            | Торн                     |       |
| 30.06.2021 | Эстерлен        | 5:0            | ИФК Мальмё               |       |
| 30.06.2021 | Реппе           | 4:2 (д.в.)     | Сёльвесборг              |       |
| 30.06.2021 | Унсала          | 2:0            | Линдоме                  |       |
| 30.06.2021 | Хускварна       | 1:1 (4:1 пен.) | Шёвде                    |       |
| 30.06.2021 | Энскеде         | 1:3 (д.в.)     | Стокгольм Интернасионале |       |
| 30.06.2021 | Кварнсведен     | 0:4            | Сандвикен                |       |
| 30.06.2021 | Слейпнер        | 2:1            | Оскарсхамн               |       |
| 30.06.2021 | Мьёльбю         | 1:1 (4:3 пен.) | Нючёпинг                 |       |
| 30.06.2021 | Стёде           | 1:1 (2:3 пен.) | Юттерхогдаль             |       |
| 07.07.2021 | Лулео           | 0:2            | Умео                     |       |
| 07.07.2021 | Хветланда       | 2:2 (4:3 пен.) | Дальсторп                |       |
| 10.07.2021 | Лидчёпинг       | 0:3            | Оддевольд                |       |

### Второй раунд
В матчах второго раунда принимают участие 32 команды, победившие в первом раунде, к которым присоединились 32 команды из Суперэттана и Алльсвенскана.
| Дата       | Хозяева                  | Счёт           | Гости            | Отчёт |
| ---------- | ------------------------ | -------------- | ---------------- | ----- |
| 17.08.2021 | Сюльвия                  | 3:1            | АФК Эскильстуна  |       |
| 17.08.2021 | Эстерлен                 | 0:3            | Гётеборг         |       |
| 18.08.2021 | Юттерхогдаль             | 3:2            | Васалунд         |       |
| 18.08.2021 | Лидиньё                  | 1:2 (д.в.)     | Акрополис        |       |
| 18.08.2021 | Шильебу                  | 3:1            | Йёнчёпингс Сёдра |       |
| 18.08.2021 | Хветланда                | 0:5            | Варберг          |       |
| 18.08.2021 | Соллентуна               | 2:1            | Вестерос         |       |
| 18.08.2021 | Вермболь                 | 0:4            | Норрчёпинг       |       |
| 18.08.2021 | Карлслунд                | 0:4            | Юргорден         |       |
| 18.08.2021 | Слейпнер                 | 1:8            | Дегерфорс        |       |
| 18.08.2021 | Арамейск-Сюрианска       | 0:1 (д.в.)     | Браге            |       |
| 18.08.2021 | Утсиктен                 | 1:5            | Хеккен           |       |
| 18.08.2021 | Венерсборг               | 2:2 (3:4 пен.) | ГАИС             |       |
| 18.08.2021 | Лунд                     | 1:3 (д.в.)     | Кальмар          |       |
| 18.08.2021 | Мьёльбю                  | 1:2 (д.в.)     | Эргрюте          |       |
| 18.08.2021 | Русенгорд                | 0:3            | Треллеборг       |       |
| 18.08.2021 | Улларед                  | 0:3            | Вернаму          |       |
| 18.08.2021 | Реппе                    | 0:3            | Хальмстад        |       |
| 18.08.2021 | Энгельхольм              | 3:2 (д.в.)     | Норрбю           |       |
| 18.08.2021 | Квидинг                  | 0:1            | Мьельбю          |       |
| 18.08.2021 | Оддевольд                | 2:3 (д.в.)     | Фалькенберг      |       |
| 18.08.2021 | Хускварна                | 0:3            | Эстер            |       |
| 18.08.2021 | Броммапойкарна           | 2:1            | Эстерсунд        |       |
| 18.08.2021 | Эскильминне              | 3:2            | Хельсингборг     |       |
| 19.08.2021 | Рогсвед                  | 0:5            | АИК              |       |
| 19.08.2021 | Тебю                     | 2:3            | Сириус           |       |
| 26.08.2021 | Умео                     | 0:1            | Сундсвалль       |       |
| 01.09.2021 | Сандвикен                | 0:1            | Эребру           |       |
| 09.10.2021 | Викен                    | 0:5            | Ландскруна       |       |
| 13.10.2021 | Стокгольм Интернасионале | 0:3            | Эльфсборг        |       |
| 13.10.2021 | Мальмё                   | 5:1            | Унсала           |       |
| 20.10.2021 | Худиксвалль              | 1:3            | Хаммарбю         |       |

## Групповой этап
Жеребьевка группового этапа состоялась 5 декабря 2021 года. 15 команд из Алльсвенскана и «Вернаму», выигравший Суперэттан, были распределены по группам. Затем оставшиеся 16 команд были распределены жеребьёвкой.

### Группа 1
| Поз | Команда     | И | В | Н | П | МЗ | МП | РМ | О |
| --- | ----------- | - | - | - | - | -- | -- | -- | - |
| 1   | Мальмё      | 3 | 3 | 0 | 0 | 12 | 2  | 10 | 9 |
| 2   | Вернаму     | 3 | 2 | 0 | 1 | 3  | 3  | 0  | 6 |
| 3   | ГАИС        | 3 | 1 | 0 | 2 | 2  | 6  | −4 | 3 |
| 4   | Энгельхольм | 3 | 0 | 0 | 3 | 2  | 8  | −6 | 0 |

| Энгельхольм    | 1:2   | Вернаму                     |
| -------------- | ----- | --------------------------- |
| - Липовица 88′ | Отчёт | - Антонссон 21′ - Авдиу 60′ |

| Мальмё                                                       | 5:1   | ГАИС           |
| ------------------------------------------------------------ | ----- | -------------- |
| - Бирманчевич 9′, 12′, 16′ - Кристиансен 38′ - Абубакари 83′ | Отчёт | - Лундгрен 34′ |

| Вернаму         | 1:0   | ГАИС |
| --------------- | ----- | ---- |
| - Антонссон 21′ | Отчёт |      |

| Энгельхольм | 1:5   | Мальмё                                                                          |
| ----------- | ----- | ------------------------------------------------------------------------------- |
| - Оремо 29′ | Отчёт | - Налич 43′ - Бирманчевич 63′ - Абубакари 80′ - Ларссон 89′ - Кристиансен 90+3′ |

| ГАИС         | 1:0   | Энгельхольм |
| ------------ | ----- | ----------- |
| - Каргбо 25′ | Отчёт |             |

| Мальмё                         | 2:0   | Вернаму |
| ------------------------------ | ----- | ------- |
| - Бирманчевич 25′ - Бергет 36′ | Отчёт |         |

### Группа 2
| Поз | Команда      | И | В | Н | П | МЗ | МП | РМ | О |
| --- | ------------ | - | - | - | - | -- | -- | -- | - |
| 1   | АИК          | 3 | 2 | 1 | 0 | 7  | 1  | 6  | 7 |
| 2   | Эскильсминне | 3 | 1 | 1 | 1 | 1  | 4  | −3 | 4 |
| 3   | Эргрюте      | 3 | 1 | 0 | 2 | 3  | 4  | −1 | 3 |
| 4   | Эребру       | 3 | 0 | 2 | 1 | 2  | 4  | −2 | 2 |

| АИК             | 2:0   | Эргрюте |
| --------------- | ----- | ------- |
| - Бауи 41′, 60′ | Отчёт |         |

| Эскильсминне | 0:0   | Эребру |
| ------------ | ----- | ------ |
|              | Отчёт |        |

| Эребру       | 1:3   | Эргрюте                                         |
| ------------ | ----- | ----------------------------------------------- |
| - Мпинди 39′ | Отчёт | - Юханссон 9′ - Брорсон 50′ - Лагерфельдт 90+3′ |

| Эскильсминне | 0:4   | АИК                                       |
| ------------ | ----- | ----------------------------------------- |
|              | Отчёт | - Бауи 3′, 5′ - Эльбузеди 25′ - Меджа 87′ |

| Эргрюте | 0:1   | Эскильсминне  |
| ------- | ----- | ------------- |
|         | Отчёт | - Стольтц 57′ |

| АИК             | 1:1   | Эребру            |
| --------------- | ----- | ----------------- |
| - С. Ларссон 8′ | Отчёт | - Дж. Ларссон 87′ |

### Группа 3
| Поз | Команда        | И | В | Н | П | МЗ | МП | РМ | О |
| --- | -------------- | - | - | - | - | -- | -- | -- | - |
| 1   | Юргорден       | 3 | 2 | 1 | 0 | 5  | 1  | 4  | 7 |
| 2   | Броммапойкарна | 3 | 1 | 1 | 1 | 3  | 5  | −2 | 4 |
| 3   | Браге          | 3 | 1 | 0 | 2 | 2  | 3  | −1 | 3 |
| 4   | Хальмстад      | 3 | 0 | 2 | 1 | 2  | 3  | −1 | 2 |

| Юргорден        | 1:0   | Браге |
| --------------- | ----- | ----- |
| - Эдвардсен 77′ | Отчёт |       |

| Броммапойкарна   | 1:1   | Хальмстад        |
| ---------------- | ----- | ---------------- |
| - Хелльквист 68′ | Отчёт | - Лундевалль 49′ |

| Броммапойкарна | 0:3   | Юргорден                                          |
| -------------- | ----- | ------------------------------------------------- |
|                | Отчёт | - Эдвардсен 1′ - Сёгорд 41′ (авт.) - Шуллер 45+2′ |

| Хальмстад | 0:1   | Браге                 |
| --------- | ----- | --------------------- |
|           | Отчёт | - Карлберг 89′ (пен.) |

| Браге                 | 1:2   | Броммапойкарна             |
| --------------------- | ----- | -------------------------- |
| - Карлберг 41′ (пен.) | Отчёт | - Депрем 15′ - Йеласси 34′ |

| Юргорден          | 1:1   | Хальмстад         |
| ----------------- | ----- | ----------------- |
| - П. Юханссон 63′ | Отчёт | - А. Юханссон 84′ |

### Группа 4
| Поз | Команда    | И | В | Н | П | МЗ | МП | РМ  | О |
| --- | ---------- | - | - | - | - | -- | -- | --- | - |
| 1   | Эльфсборг  | 3 | 3 | 0 | 0 | 16 | 4  | 12  | 9 |
| 2   | Дегерфорс  | 3 | 2 | 0 | 1 | 11 | 7  | 4   | 6 |
| 3   | Сундсвалль | 3 | 1 | 0 | 2 | 7  | 8  | −1  | 3 |
| 4   | Шильебу    | 3 | 0 | 0 | 3 | 3  | 18 | −15 | 0 |

| Эльфсборг                                  | 3:2   | Сундсвалль         |
| ------------------------------------------ | ----- | ------------------ |
| - Ондрейка 29′ - Ларссон 81′ - Рёмер 90+3′ | Отчёт | - Энгблум 34′, 72′ |

| Шильебу       | 1:6   | Дегерфорс                                                               |
| ------------- | ----- | ----------------------------------------------------------------------- |
| - Дейгтон 31′ | Отчёт | - Кампос 20′ (пен.), 85′ - Вукоевич 37′, 60′ - Саиди 70′ - Джурджич 80′ |

| Шильебу         | 1:8   | Эльфсборг                                                                                                |
| --------------- | ----- | --- |
| - Флютстрём 89′ | Отчёт | - Гудьонсен 1′, 50′ - Лагербильке 12′ - Касем 16′ - Ондрейка 53′ - Бернхардссон 65′ - Ага 83′ - Альм 87′ |

| Дегерфорс                                                               | 4:1   | Сундсвалль       |
| ----------------------------------------------------------------------- | ----- | ---------------- |
| - Джурджич 22′ (пен.) - Бертильссон 27′ (пен.), 89′ (пен.) - Кампос 54′ | Отчёт | - Карстрём 45+1′ |

| Сундсвалль                                             | 4:1   | Шильебу       |
| ------------------------------------------------------ | ----- | ------------- |
| - Юлятупа 50′ - Энгблум 60′ - Пичка 75′ - Бурман 90+1′ | Отчёт | - Дейгтон 36′ |

| Эльфсборг                                                          | 5:1   | Дегерфорс      |
| ------------------------------------------------------------------ | ----- | -------------- |
| - Ларссон 2′ - Оккельс 5′ - Фрик 66′ - Бернхардссон 82′ - Альм 88′ | Отчёт | - Джурджич 31′ |

### Группа 5
| Поз | Команда      | И | В | Н | П | МЗ | МП | РМ  | О |
| --- | ------------ | - | - | - | - | -- | -- | --- | - |
| 1   | Хаммарбю     | 3 | 3 | 0 | 0 | 12 | 2  | 10  | 9 |
| 2   | Хеккен       | 3 | 2 | 0 | 1 | 18 | 4  | 14  | 6 |
| 3   | Фалькенберг  | 3 | 1 | 0 | 2 | 3  | 7  | −4  | 3 |
| 4   | Юттерхогдаль | 3 | 0 | 0 | 3 | 1  | 21 | −20 | 0 |

| Юттерхогдаль | 0:13  | Хеккен |
| ------------ | ----- | --- |
|              | Отчёт | - Траоре 5′, 21′ - Удденес 9′, 14′ - Ховланн 11′ - Берггрен 18′, 43′, 69′, 82′ - Трпчевски 65′ - Фридрикссон 77′ - Туоминен 87′ - Бенгтссон 90′ |

| Хаммарбю                     | 2:1   | Фалькенберг |
| ---------------------------- | ----- | ----------- |
| - Лудвигсон 33′ - Мадьяр 36′ | Отчёт | - Эрлиг 54′ |

| Хеккен                                                               | 5:0   | Фалькенберг |
| -------------------------------------------------------------------- | ----- | ----------- |
| - Ховланн 11′ - Удденес 25′ - Траоре 33′ - Берггрен 42′ - Хаммар 80′ | Отчёт |             |

| Юттерхогдаль | 1:6   | Хаммарбю                                                         |
| ------------ | ----- | ---------------------------------------------------------------- |
| - Суркка 53′ | Отчёт | - Нильссон 13′ - Сельмани 26′, 50′, 61′ - Мадьяр 43′ - Лахдо 84′ |

| Фалькенберг              | 2:0   | Юттерхогдаль |
| ------------------------ | ----- | ------------ |
| - Хофсё 80′ - Хинтса 87′ | Отчёт |              |

| Хаммарбю                                                       | 4:0   | Хеккен |
| -------------------------------------------------------------- | ----- | ------ |
| - Боянич 38′ - Тебо 45′ (авт.) - Андерсен 60′ - Паульсен 90+4′ | Отчёт |        |

### Группа 6
| Поз | Команда    | И | В | Н | П | МЗ | МП | РМ | О |
| --- | ---------- | - | - | - | - | -- | -- | -- | - |
| 1   | Кальмар    | 3 | 3 | 0 | 0 | 6  | 1  | 5  | 9 |
| 2   | Сириус     | 3 | 1 | 1 | 1 | 5  | 4  | 1  | 4 |
| 3   | Треллеборг | 3 | 0 | 2 | 1 | 3  | 4  | −1 | 2 |
| 4   | Сюльвия    | 3 | 0 | 1 | 2 | 0  | 5  | −5 | 1 |

| Кальмар                     | 2:1   | Треллеборг    |
| --------------------------- | ----- | ------------- |
| - Берг 28′ - Сакпекидис 78′ | Отчёт | - Йёнссон 27′ |

| Сюльвия | 0:3   | Сириус                                     |
| ------- | ----- | ------------------------------------------ |
|         | Отчёт | - Куаку 34′ - Ульссон 41′ - Бьёркстрём 57′ |

| Сюльвия | 0:2   | Кальмар                      |
| ------- | ----- | ---------------------------- |
|         | Отчёт | - Линдаль 15′ - Гирмай 90+3′ |

| Сириус           | 2:2   | Треллеборг                    |
| ---------------- | ----- | ----------------------------- |
| - Куаку 21′, 75′ | Отчёт | - Саид 71′ (пен.) - Оффиа 80′ |

| Треллеборг | 0:0   | Сюльвия |
| ---------- | ----- | ------- |
|            | Отчёт |         |

| Кальмар                 | 2:0   | Сириус |
| ----------------------- | ----- | ------ |
| - Гирмай 51′ - Берг 71′ | Отчёт |        |

### Группа 7
| Поз | Команда    | И | В | Н | П | МЗ | МП | РМ | О |
| --- | ---------- | - | - | - | - | -- | -- | -- | - |
| 1   | Норрчёпинг | 3 | 2 | 1 | 0 | 7  | 2  | 5  | 7 |
| 2   | Варберг    | 3 | 2 | 0 | 1 | 3  | 2  | 1  | 6 |
| 3   | Эстер      | 3 | 0 | 2 | 1 | 2  | 3  | −1 | 2 |
| 4   | Соллентуна | 3 | 0 | 1 | 2 | 1  | 6  | −5 | 1 |

| Соллентуна | 0:1   | Варберг       |
| ---------- | ----- | ------------- |
|            | Отчёт | - Мэттьюс 58′ |

| Норрчёпинг   | 1:1   | Эстер        |
| ------------ | ----- | ------------ |
| - Ортмарк 5′ | Отчёт | - Боннах 88′ |

| Соллентуна | 0:4   | Норрчёпинг                                                           |
| ---------- | ----- | -------------------------------------------------------------------- |
|            | Отчёт | - Нюман 15′ (пен.) - Стенстранд 28′ (авт.) - Жан 35′ - Вальквист 80′ |

| Варберг       | 1:0   | Эстер |
| ------------- | ----- | ----- |
| - Аджей 90+2′ | Отчёт |       |

| Эстер                 | 1:1   | Соллентуна   |
| --------------------- | ----- | ------------ |
| - Хаукссон 21′ (пен.) | Отчёт | - Дежене 68′ |

| Норрчёпинг       | 2:1   | Варберг          |
| ---------------- | ----- | ---------------- |
| - Нюман 67′, 87′ | Отчёт | - Биркфельдт 39′ |

### Группа 8
| Поз | Команда    | И | В | Н | П | МЗ | МП | РМ | О |
| --- | ---------- | - | - | - | - | -- | -- | -- | - |
| 1   | Гётеборг   | 3 | 1 | 2 | 0 | 5  | 3  | 2  | 5 |
| 2   | Норрбю     | 3 | 1 | 2 | 0 | 4  | 3  | 2  | 5 |
| 3   | Мьельбю    | 3 | 0 | 3 | 0 | 3  | 3  | 0  | 3 |
| 4   | Ландскруна | 3 | 0 | 1 | 2 | 2  | 6  | −4 | 1 |

| Гётеборг                        | 2:0   | Ландскруна |
| ------------------------------- | ----- | ---------- |
| - Вендт 43′ - Вильхельмссон 48′ | Отчёт |            |

| Мьельбю | 0:0   | Норрбю |
| ------- | ----- | ------ |
|         | Отчёт |        |

| Норрбю            | 1:1   | Гётеборг          |
| ----------------- | ----- | ----------------- |
| - Османагич 90+1′ | Отчёт | - Саломонссон 49′ |

| Мьельбю      | 1:1   | Ландскруна     |
| ------------ | ----- | -------------- |
| - Грасия 21′ | Отчёт | - Оттонсон 90′ |

| Ландскруна         | 1:3   | Норрбю                                               |
| ------------------ | ----- | ---------------------------------------------------- |
| - Хейер 10′ (пен.) | Отчёт | - Булут 38′ - Сиводедов 63′ (пен.) - Браннефальк 78′ |

| Гётеборг               | 2:2   | Мьельбю                   |
| ---------------------- | ----- | ------------------------- |
| - Берг 16′ - Вендт 43′ | Отчёт | - Моро 20′ - Грасия 45+1′ |

## Плей-офф

### Турнирная сетка
|  | 1/4 финала                         | 1/4 финала | 1/4 финала | 1/4 финала                  |                             |          | 1/2 финала | 1/2 финала | 1/2 финала | 1/2 финала |  |  | Финал | Финал | Финал | Финал |
|  |                                    |            |            |                             |                             |          |            |            |            |            |  |  |       |       |       |       |
|  | 13 марта 2022 — Tele2 Арена        |            |            |                             |                             |          |            |            |            |            |  |  |       |       |       |       |
|  |                                    |            |            |                             |                             |          |            |            |            |            |  |  |       |       |       |       |
|  | Хаммарбю                           | Хаммарбю   | Хаммарбю   | 3                           |                             |          |            |            |            |            |  |  |       |       |       |       |
|  | Хаммарбю                           | Хаммарбю   | Хаммарбю   | 3                           | 19 марта 2022 — Tele2 Арена |          |            |            |            |            |  |  |       |       |       |       |
|  | Норрчёпинг                         | Норрчёпинг | Норрчёпинг | 2                           |                             |          |            |            |            |            |  |  |       |       |       |       |
|  | Норрчёпинг                         | Норрчёпинг | Норрчёпинг | 2                           | Хаммарбю                    | Хаммарбю | Хаммарбю   | 1          |            |            |  |  |       |       |       |       |
|  | 13 марта 2022 — Бурос-Арена        |            |            |                             | Хаммарбю                    | Хаммарбю | Хаммарбю   | 1          |            |            |  |  |       |       |       |       |
|  |                                    | Эльфсборг  | Эльфсборг  | Эльфсборг                   | 0                           |          |            |            |            |            |  |  |       |       |       |       |
|  | Эльфсборг                          | Эльфсборг  | Эльфсборг  | Эльфсборг                   | 0                           | 1        |            |            |            |            |  |  |       |       |       |       |
|  | Эльфсборг                          | Эльфсборг  | Эльфсборг  |                             | 26 мая 2022 — Tele2 Арена   | 1        |            |            |            |            |  |  |       |       |       |       |
|  | Гётеборг                           | Гётеборг   | Гётеборг   | 0                           |                             |          |            |            |            |            |  |  |       |       |       |       |
|  | Гётеборг                           | Гётеборг   | Гётеборг   | 0                           | Хаммарбю                    | Хаммарбю | Хаммарбю   | 0 (3)      |            |            |  |  |       |       |       |       |
|  | 12 марта 2022 — Гульдфогельн-Арена |            |            |                             | Хаммарбю                    | Хаммарбю | Хаммарбю   | 0 (3)      |            |            |  |  |       |       |       |       |
|  |                                    | Мальмё     | Мальмё     | Мальмё                      | 0 (4)                       |          |            |            |            |            |  |  |       |       |       |       |
|  | Кальмар                            | Кальмар    | Кальмар    | Мальмё                      | 0 (4)                       | 0        |            |            |            |            |  |  |       |       |       |       |
|  | Кальмар                            | Кальмар    | Кальмар    | 20 марта 2022 — Tele2 Арена |                             | 0        |            |            |            |            |  |  |       |       |       |       |
|  | Юргорден                           | Юргорден   | Юргорден   | 2                           |                             |          |            |            |            |            |  |  |       |       |       |       |
|  | Юргорден                           | Юргорден   | Юргорден   | 2                           | Юргорден                    | Юргорден | Юргорден   | 0          |            |            |  |  |       |       |       |       |
|  | 13 марта 2022 — Мальмё ИП          |            |            |                             | Юргорден                    | Юргорден | Юргорден   | 0          |            |            |  |  |       |       |       |       |
|  |                                    | Мальмё     | Мальмё     | Мальмё                      | 1                           |          |            |            |            |            |  |  |       |       |       |       |
|  | Мальмё                             | Мальмё     | Мальмё     | Мальмё                      | 1                           | 3        |            |            |            |            |  |  |       |       |       |       |
|  | Мальмё                             | Мальмё     | Мальмё     |                             |                             |          |            |            |            |            |  |  |       |       |       |       |
|  | АИК                                | АИК        | АИК        | 2                           |                             |          |            |            |            |            |  |  |       |       |       |       |
|  | АИК                                | АИК        | АИК        | 2                           |                             |          |            |            |            |            |  |  |       |       |       |       |

### 1/4 финала
| Кальмар | 0:2   | Юргорден                       |
| ------- | ----- | ------------------------------ |
|         | Отчёт | - Радетинац 31′ - Юханссон 36′ |

| Эльфсборг      | 1:0   | Гётеборг |
| -------------- | ----- | -------- |
| - Ондрейка 65′ | Отчёт |          |

| Хаммарбю                                        | 3:2   | Норрчёпинг       |
| ----------------------------------------------- | ----- | ---------------- |
| - Бесара 42′ - Боянич 50′ - Сельмани 57′ (пен.) | Отчёт | - Нюман 17′, 20′ |

| Мальмё                                                 | 3:2 (доп. вр.) | АИК             |
| ------------------------------------------------------ | -------------- | --------------- |
| - Нанаси 57′ - Мойсандер 72′ - Бирманчевич 105′ (пен.) | Отчёт          | - Бауи 51′, 75′ |

### 1/2 финала
| Хаммарбю     | 1:0   | Эльфсборг |
| ------------ | ----- | --------- |
| - Бесара 27′ | Отчёт |           |

| Юргорден | 0:1   | Мальмё      |
| -------- | ----- | ----------- |
|          | Отчёт | - Телин 33′ |

### Финал
Финальный матч состоялся 26 мая 2022 года на стадионе «Tele2 Арена» в Стокгольме.
| Хаммарбю                                       | 0:0      | Мальмё                                            |
| ---------------------------------------------- | -------- | ------------------------------------------------- |
|                                                | Протокол |                                                   |
| Пенальти                                       |          |                                                   |
| Бесара · Фенгер · Травалли · Халили · Сельмани | 3:4      | Пенья · Бирманчевич · Бергет · Ульссон · Тойвонен |